# Navadni mrzličnik
Navadni mrzličnik ali grenka deteljica (znanstveno ime Menyanthes trifoliata) je trajna zel iz družine mrzličevk.

## Opis
Navadni mrzličnik ima debelo, členjeno in v prerezu spužvasto koreniko, ki raste pod vodo in se dviga na vodno gladino. Tam iz luskastih zalistij poganjajo listi, nasajeni na dolge peclje, ki so sestavljeni iz treh lističev in dajejo rastlini znanstveno ime. Peclji objemajo steblo, rastlina pa razvije od tri do pet listov. Lističi so jajčaste oblike in imajo cel ali topo in poredkoma zobat rob ter močno izraženo glavno listno žilo.
Cvetovi prav tako poganjajo iz zalistja in so prav tako nasajeni na dolg pecelj - cvetno steblo. Cvetno steblo je rdečkate barve, na vrhu pa so beli ali cvetovi rožnate barve, združeni v grozdasta socvetja. Rastlina v Sloveniji cveti maja in junija.

## Razširjenost in uporabnost
Navadni mrzličnik je vodna rastlina, ki uspeva le v močno namočenih predelih, saj mora biti korenika pod vodo, da bi rastlina preživela. Uspeva v Evropi, Aziji in Severni Ameriki.
V ljudskem zdravilstvu so liste te rastline uporabljali za pospeševanje izločanja prebavnih sokov in za zbujanje teka. Pri slabi prebavi in pomanjkanju želodčne kisline so ljudje pili prevretek ali poparek zdrobljenih listov, ki so jih nabirali od maja do julija.
Vse pogosteje se uporablja kot okrasna rastlina v ribnikih.